# 톈진 교안
톈진 교안(天津敎案)은 1870년 청나라 톈진에서 발생한 반기독교 폭동이다. 로마 가톨릭 교회가 운영하던 고아원이 민간에서 고아를 거둬들이는 과정에서
인신매매 브로커가 개입하면서 질병에 감염된 고아를 들여오면서 전염병이 퍼져 아이들이 죽은 것이 원인이 되어 일어났다.
군중에게 위협받던 프랑스 영사의 발포로 사람이 다친 사건이 방아쇠가 되어서 폭발한 것인데, 당사자였던 프랑스계 가톨릭 교회만이 아니라 영ㆍ미계의 교회나 영사관도 함께 불태워져, 프랑스인, 영국인, 미국인, 러시아인 등 외국인 20여 명과 중국인 40여 명이 살해되었고 수녀 10명이 강간당한 뒤 신체가 절단당했다.

## 배경

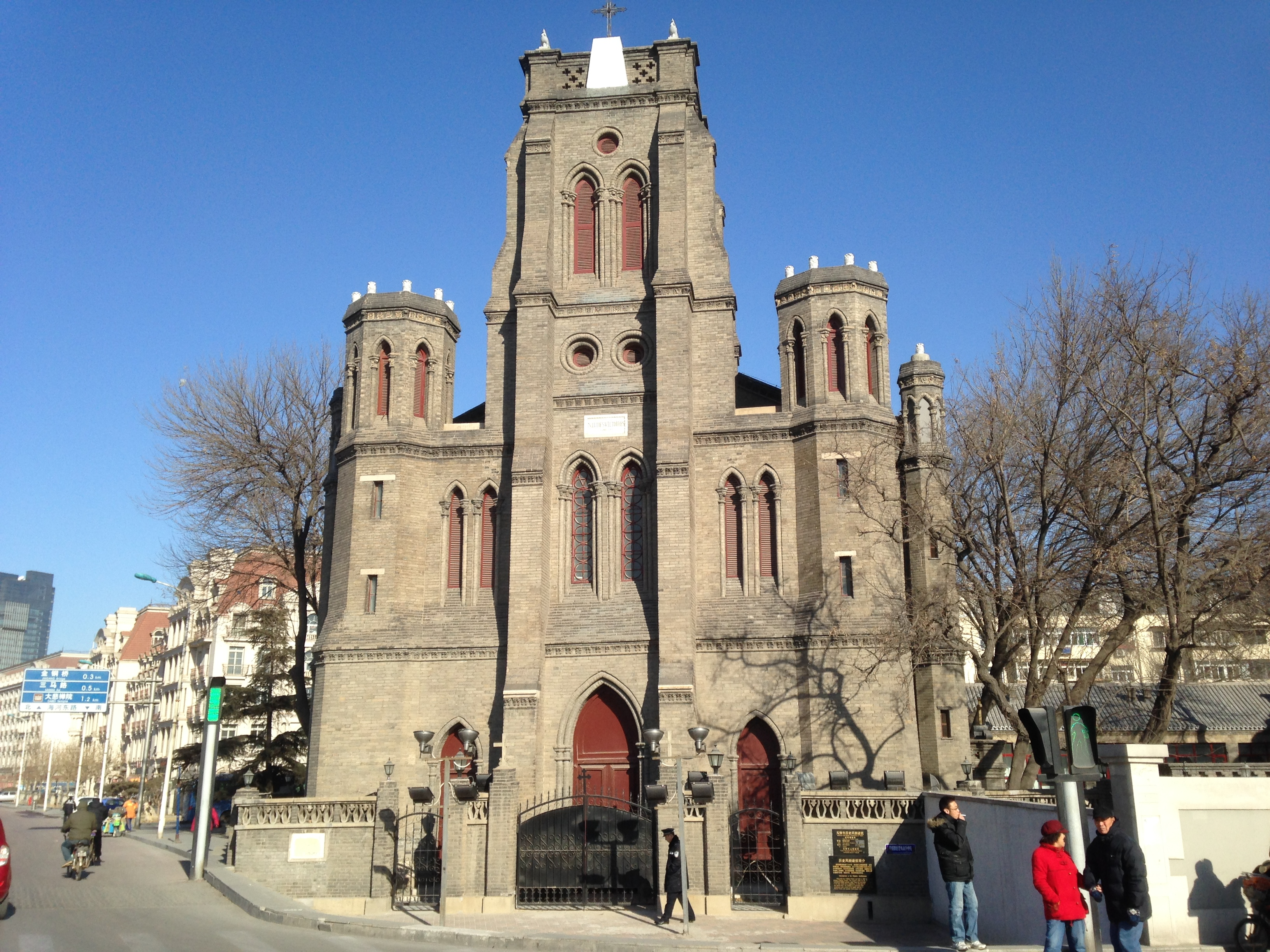
톈진 교안이 벌어졌던 망해루 교당, 1869년

1858년의 〈톈진 조약〉에 의해 청나라에서의 기독교 선교가 승인되면 선교사들은 각지에서 선교를 시작했다. 선교사들은 교회를 건설했고, ‘관용조관’(寛容条款)에 의해 치외법권을 인정받았다.
‘관용조관’은 교회에 부여된 권한으로 “중국인 기독교도에게 청나라 법률을 적용하지 않는다”라는 내용이었다. 따라서 각지의 유민이 교회에 혼입되어, 각지를 횡행하면서 많은 문제를 일으켰다. 게다가, 외국인 선교사들이 중국의 토지와 건물을 살 수 있는 권리를 얻자, 각지에서 선교사들이 토지를 매점하면서, 기독교인과 비기독교인이 충돌하는 사건이 자주 일어났다.
기독교는 전통 사상과 신앙, 풍습과 상반되는 것이었다. 선교사들은 조상을 공경하고, 하늘에 제를 지내는 것에도 반대했고, 도교와 불교를 사교로 규정했기 때문에 민중의 반감을 샀다. 민중의 반항에는 향신들의 지원이 있었는데, 초기의 충돌은 많은 관료와 향신들이 일으킨 것이었다.

## 과정
1870년 4월부터 5월까지 톈진에서 유아가 실종되는 사건이 잇따라 일어났다. 6월에 전염병이 유행하고 육영당(育嬰堂, 고아원)에서 3 ~ 40명의 아이들이 병사했다. 민중들 사이에서는 육영당의 수녀가 유아를 살해하고 약재로 사용하고 있다는 소문이 파다하게 퍼져 있었다. 6월 20일, 납치범인 무난진(武蘭珍)이 체포되었는데, 교회 신자인 왕삼(王三)이 공범이라고 진술했다. 다음날 톈진 지현인 유걸은 무란진과 함께 육영당을 조사했지만 왕삼이라는 인물은 존재하지 않았고, 무란진의 진술은 엉터리인 것으로 밝혀졌다. 삼구통상대신인 숭후는 신부에게 사과를 하고, 뒷수습을 위한 협의에 들어갔다. 그러나 이때 이미 수천 명의 군중이 교회를 둘러싸고 말다툼을 벌였고, 결국 벽돌을 던지며, 주먹다짐을 벌였다.
프랑스의 주 톈진 영사 앙리 퐁따니에는 숭후에 파병하고 진압할 것을 요구했지만, 만족스러운 답변을 얻지 못했다. 퐁따니에는 교회 앞 노상에서 유걸과 말다툼하다가 총을 쏴 유걸의 시종을 살해했다. 민중들은 분개했고, 퐁따니에와 비서를 때려죽였다. 또한 10명의 수녀, 2명의 신부, 2명의 프랑스 영사관 직원, 2명의 프랑스인, 3명의 러시아인, 30명 이상의 중국인 신자들을 살육하고, 프랑스 영사관과 프랑스와 영국 교회를 방화했다.
6월 24일, 프랑스를 중심으로 한 7개국 함대가 톈진에 도착하여, 총리각국사무아문에 항의했다.

## 결과와 영향
프랑스는 처음에는 청나라에 대해 책임있는 관리를 처형하도록 주장했다. 청나라는 조사와 협상을 위해 직례총독 증국번을 파견했지만, 당시 조정은 전쟁도 불사하겠다는 강경론이 다수를 차지하고 있어 정세는 긴박하게 돌아갔다. 그러나 증국번은 프랑스와의 전쟁을 원하지 않았고, 먼저 영국, 미국, 러시아와의 배상금 협상을 정리하고, 마지막으로 프랑스와의 협상에 임했다.
조사 결과 육영당에서 유아의 유괴, 부상은 없었다고 확인했다. 그래서 소동의 장본인 마굉료, 최복생, 빙가자 등 18명을 처형하고, 25명을 유배시켰으며, 톈진지사 장광조과 지현 유걸을 면직했다. 은 46만 냥을 외국인에게 손해 배상으로 지불하고, 숭후를 사과 사절로 프랑스에 파견했다. 당시 프랑스는 보불전쟁이 발발하여 동양에 신경을 쓸 여유가 없었고, 따라서 사과를 수용했다.
조정과 민중은 협상 결과에 불만을 품었고, 증국번의 명성은 매우 손상되었다. 이 사건의 소식이 각지에 영향을 미쳐 기독교인과 비기독교인의 충돌이 빈번하게 일어났다.

## 같이 보기
- 교안
- 왕기얀 충허
- 존 킹 페어뱅크